# 新津河碧道
新津河碧道，是中国广东省汕头市的一条呈南北走向的沿河线路，位于龙湖区新津河河岸两侧，由东侧河岸碧道和西侧河岸碧道组成，广东万里碧道维护运营。东侧河岸碧道起点于龙华街道大衙村附近，终点至金鸿公路(规划终点至津河路)；西侧河岸碧道起点至鸥汀街道旦家园村附近，终点于金鸿公路(规划终点至韩津路)。新津河碧道规划长度约17.1公里，已建成长度约15.5公里，部分路段自行车道和人行道共用一道。
2021年3月，新津河碧道开通“试点段”(汕汾路至周厝塭段)，“试点段”长度约13.8公里。
2021年10月，新津河碧道建设完成有关万里碧道的标识系统。